# Daniel Olteanu
Daniel Olteanu (ur. 1 sierpnia 1968 w Bârladzie, zm. 21 maja 2024) – rumuński polityk, menedżer i urzędnik państwowy, deputowany, w latach 2021–2022 przewodniczący Sojuszu Liberałów i Demokratów.

## Życiorys
W 1986 ukończył liceum przemysłowe w Bârladzie. W 2006 uzyskał licencjat z prawa, a w 2009 na Universitatea Spiru Haret w Bukareszcie ukończył studia z socjologii. Pracował początkowo jako technik, od drugiej połowy lat 90. zajmował stanowiska menedżerskie w różnych przedsiębiorstwach, był też zatrudniony w administracji lokalnej. Zaangażował się w działalność polityczną w ramach Partii Narodowo-Liberalnej. W latach 2006–2008 i 2010–2012 był szefem biura Senatu. Później pełnił funkcję dyrektora wykonawczego w strukturze krajowej agencji zatrudnienia, w 2016 zajmował stanowisko prefekta okręgu Vaslui.
W 2016 uzyskał mandat posła do Izby Deputowanych. W trakcie kadencji przeszedł do Sojuszu Liberałów i Demokratów, który w wyniku wyborów w 2020 nalazł się poza parlamentem. W kwietniu 2021 zastąpił Călina Popescu-Tăriceanu na funkcji przewodniczącego sojuszu. W marcu 2022 wraz z tym ugrupowaniem przyłączył się do PNL, powracając tym samym do swojej poprzedniej partii.